# 로터스 92

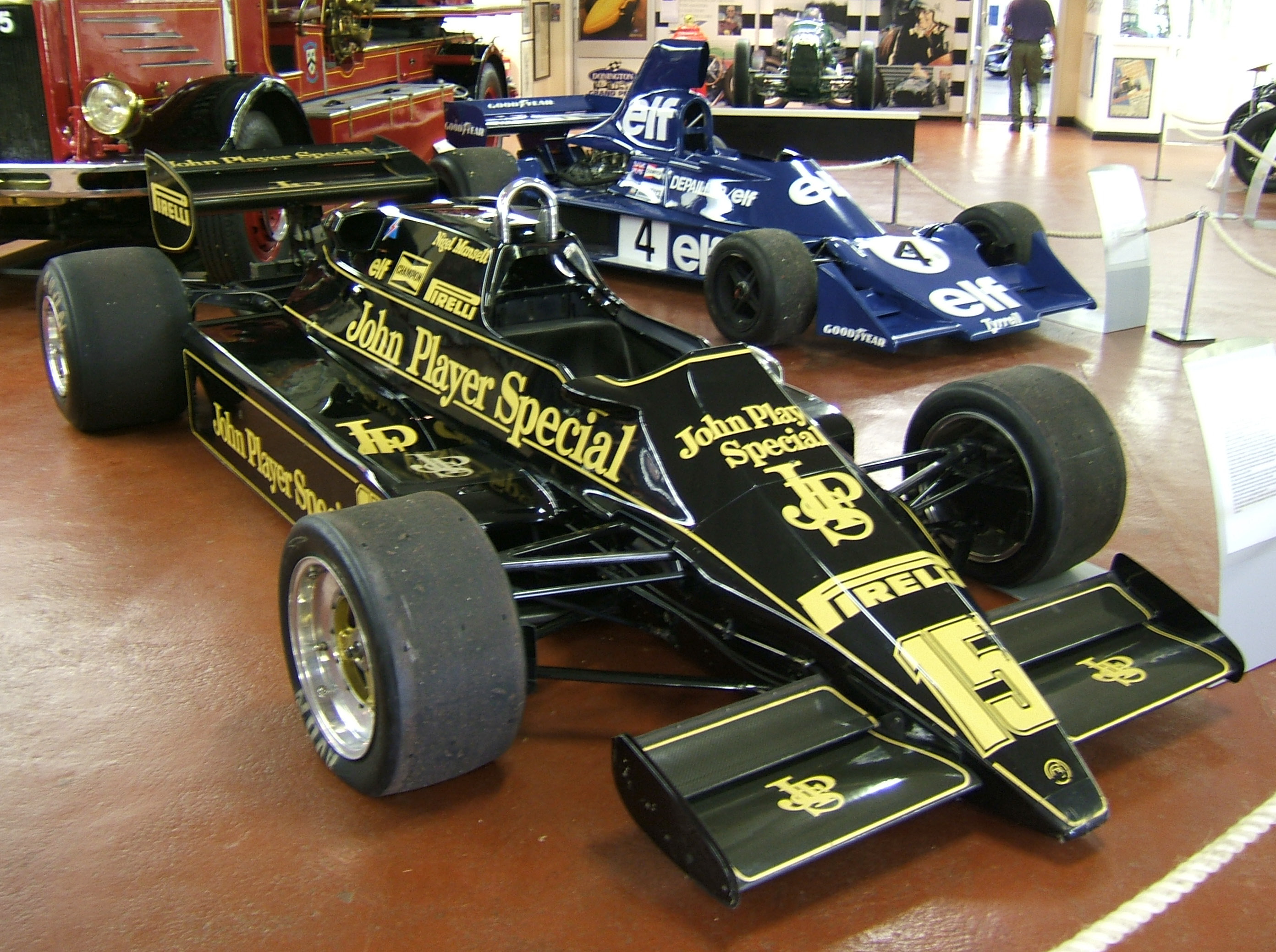

로터스 92(Lotus 92)는 마틴 오길비와 팀 로터스의 설립자인 콜린 채프먼이 채프먼이 1982년 12월에 사망하기 전에 설계한 포뮬러 원 경주용 자동차이다. 로터스 92는 1983 포뮬러 원 시즌의 전반부에 로터스에 의해 사용되었다.
이 차량은 나이절 만셀이 정기적으로 운전했으며 엘리오 드 안젤리스도 한 번의 경주(1983 브라질 그랑프리)에서 운전했다. 드 안젤리스의 르노 터보 엔진 Lotus 93T의 워밍업 랩에서 엔진 문제로 인해 그는 예비 92를 사용할 수밖에 없었고, 이는 르노 엔진 차량에서 코스워스 엔진 차량으로 변경했기 때문에 실격으로 이어졌다. 92의 최고 성적은 디트로이트 그랑프리에서 만셀의 6위였다.
92는 터보 엔진이 1989 시즌부터 금지될 때까지 로터스가 설계하고 경주한 마지막 비터보 차량이었다. 또한 코스워스 DFY V8 엔진(로터스가 1967년에 F1에 도입한 키스 덕워스가 설계한 코스워스 DFV의 개발품)을 사용한 마지막 로터스 차량이자, 액티브 서스펜션을 사용한 첫 번째 로터스 차량이기도 했다. 서스펜션 시스템은 많은 문제를 일으켰고 사실상 그러한 것들에 대한 만셀의 자신감을 갉아먹었다. 비록 그는 9년 후 액티브 서스펜션이 장착된 차량인 윌리엄스 FW14B로 F1 타이틀을 획득하게 될 것이지만 말이다.

## 포뮬러 원 결과
| 연도 | 참가 팀               | 엔진               | 타이어 | 드라이버           | 1      | 2         | 3        | 4        | 5        | 6        | 7          | 8        | 9    | 10   | 11         | 12       | 13       | 14   | 15     | 득점 | WCC  |
| ---- | --------------------- | ------------------ | ------ | ------------------ | ------ | --------- | -------- | -------- | -------- | -------- | ---------- | -------- | ---- | ---- | ---------- | -------- | -------- | ---- | ------ | ---- | ---- |
| 1983 | 존 플레이어 팀 로터스 | 코스워스 DFV V8 NA | P      |                    | 브라질 | 미국 서부 | 프랑스   | 산마리노 | 모나코   | 벨기에   | 디트로이트 | 캐나다   | 영국 | 독일 | 오스트리아 | 네덜란드 | 이탈리아 | 유럽 | 남아공 | 1    | 12위 |
| 1983 | 존 플레이어 팀 로터스 | 코스워스 DFV V8 NA | P      | 엘리오 드 안젤리스 | 실격   |           |          |          |          |          |            |          |      |      |            |          |          |      |        | 1    | 12위 |
| 1983 | 존 플레이어 팀 로터스 | 코스워스 DFV V8 NA | P      | 나이절 만셀        | 12     | 12        | 리타이어 | 12       | 리타이어 | 리타이어 | 6          | 리타이어 |      |      |            |          |          |      |        | 1    | 12위 |